# Prefecto del pretorio
El prefecto del pretorio  (en latín: praefectus praetorio, en griego: ἔπαρχος/ὕπαρχος τῶν πραιτωρίων) era el título de un alto funcionario de la Antigua Roma. Originalmente comandante de la Guardia Pretoriana, el cargo fue adquiriendo progresivamente funciones legales y administrativas. Esta prefectura fue creada por Augusto  al modo y manera de las fuerzas privadas que acompañaban a los generales romanos en sus campañas. El prefecto se consideraba un hombre de plena confianza del emperador,[cita requerida] ajeno a las órdenes de otros mandos militares y que tenía como misión dirigir como fuerza de élite la Guardia Pretoriana.
El prefecto se instalaba en Roma mientras el emperador se encontrase en la ciudad.[cita requerida] Cuando este se desplazaba, el prefecto le seguía con seis cohortes.[cita requerida] Al menos tres de ellas permanecían en la ciudad. El prefecto del pretorio fue considerado uno de los cuatro prefectos de la ciudad de Roma, junto al prefecto de la Ciudad, el prefecto de la anona y el prefecto de los vigiles. Su poder, con el tiempo, llegó a tal punto que administraba justicia en la ciudad en nombre propio, siendo la máxima autoridad judicial.[cita requerida]
Bajo Constantino I, el cargo redujo su poder, con funciones de administración civil, simplemente, mientras que bajo sus sucesores, la prefectura pretoriana emergió como división administrativa del más alto nivel del Imperio. Los prefectos volvieron a actuar como los principales ministros del Estado, dando su nombre a muchas leyes. Así, continuaron hasta el reinado de Heraclio, cuando nuevas reformas redujeron su poder al nivel de meros observadores de la administración provincial. Los últimos trazos de la prefectura desaparecieron en el Imperio bizantino alrededor del año 840.
El título se abreviaba a menudo en las inscripciones como 'PR PR' o 'PPO'.

## Comandante de la Guardia Pretoriana
Bajo el Imperio, la Guardia Pretoriana estaba comandada por uno, dos o incluso tres prefectos, elegidos por el emperador de entre los équites. Desde Alejandro Severo, el puesto se abrió también a los senadores, y si era elegido un caballero, se le nombraba senador al mismo tiempo. Hasta el tiempo de Constantino, que privó al cargo de su carácter militar, la prefectura fue entregada regularmente a militares que hubieran entrado en batalla. En el transcurso del tiempo, el mando se amplió a las tropas de Italia, excepto a los cuerpos mandados por el prefecto de la Ciudad.
La especial posición de los pretorianos les dio poder en el Estado romano, y su prefecto pronto se convirtió en un hombre poderoso en esta sociedad. Los emperadores trataron de halagar y controlar a los pretorianos, pero estos dieron muchos golpes de Estado y contribuyeron a una rápida rotación de la sucesión imperial. Así, contribuyeron a desestabilizar al Estado romano, contrariamente a su propósito. El prefecto del pretorio llegó a ser la mayor figura administrativa del Imperio tardío, cuando el puesto combinaba en un individuo los deberes de un jefe imperial con mando directo sobre la Guardia Pretoriana. Diocleciano redujo grandemente el poder de estos prefectos, como parte de sus reformas de la administración imperial y de su estructura militar.

## Transformación en administrador

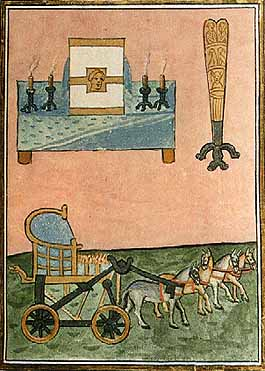
Insignia del prefecto del pretorio del Ilírico, pintado en la Notitia Dignitatum

Además de sus funciones militares, el prefecto del pretorio adquirió jurisdicción sobre causas criminales que ejerció, no como delegado, sino como representante del emperador. En 331, Constantino decretó que las sentencias del prefecto del pretorio no podrían ser apeladas. No más tarde de Septimio Severo adquirió jurisdicción similar en casos civiles. Por tanto, el conocimiento de la ley se convirtió en una cualificación para el cargo. Bajo Marco Aurelio, Cómodo y especialmente Severo, fue ocupado por los primeros juristas de la época, como Papiniano, Ulpiano, Paulo y, en tiempos de Justiniano, Juan de Capadocia, mientras que las cualificaciones militares decayeron cada vez más.
La reforma de la Tetrarquía de Diocleciano multiplicó los cargos: había un prefecto del pretorio, jefe del personal militar y administrativo —más que comandante del cuerpo— por cada uno de los dos augustos, pero no de los dos césares. Cada prefecto del pretorio supervisaba las cuatro partes creadas por Diocleciano, que se convirtieron en prefecturas pretorianas para los jóvenes hijos de Constantino. Desde 395 había dos cortes imperiales, en Roma (luego en Rávena) y en Constantinopla, pero las cuatro prefecturas permanecieron como el nivel superior de la división administrativa, a cargo de varias diócesis, cada una encabezada por un vicario.
Bajo Constantino, la institución del magister militum privó a la prefectura del pretorio de su carácter militar, pero la mantuvo en el más alto nivel civil del Imperio.

## Era post-imperial
Con la caída de la parte occidental del Imperio en manos de señores de la guerra, estos a fin de tener respaldo en sus nuevos dominios, reconocieron la supremacía del emperador de la parte oriental, reunificándose al menos de iure el Imperio bajo este, las prefecturas se mantuvieron como forma de delimitar los nuevos virreinatos:
- Primero a Flavio Odoacro y después a Flavio Teodorico se les reconoció la prefectura de Italia;
- a Luis I se le reconoció la prefectura de la Galia, lo que le sirvió como pretexto para arrebatar a los visigodos sus territorios en esta;
- a los visigodos se les reconoció su dominio sobre la prefectura de Hispania;
- y a los vándalos la suya sobre África.

Este reconocimiento se mantendría hasta el ascenso de Justiniano I, que acabó con los dominios ostrogodo y vándalo, pero siguió reconociendo el franco, al ser católicos ambos, y el visigodo, por la falta de fuerza para continuar la Recuperatio Imperii, pero consiguiendo instaurar como rey pro-bizantino a Atanagildo, y la conquista de Spania.